# Plagiorchis muris
Plagiorchis muris är en plattmaskart. Plagiorchis muris ingår i släktet Plagiorchis och familjen Plagiorchiidae. Inga underarter finns listade i Catalogue of Life.